# باتريك جوزيف ماكغراث
باتريك جوزيف ماكغراث (بالإنجليزية: Patrick Joseph McGrath)‏ هو كاهن كاثوليكي أمريكي، ولد في 11 يونيو 1945 في دبلن في جمهورية أيرلندا.